# Велки Врештјов
Велки Врештјов (чеш. Velký Vřešťov) је насељено мјесто са административним статусом варошице (чеш. městys) у округу Трутнов, у Краловехрадечком крају, Чешка Република.

## Становништво
Према подацима о броју становника из 2014. године насеље је имало 233 становника.